# Брахилена
Брахиле́на (лат. Brachylaena) — род растений семейства Астровые. Всего известно 15 видов растений данного рода. Они произрастают в субтропических районах Южной Африки, а также на острове Мадагаскар. Растения этого рода представляют собой небольшие кустарники и деревья. К исключениям можно отнести вид брахилена мерана, вырастающая до 40 м высотой и 1 м толщиной.

## Ботаническое описание
Представители данного рода — главным образом кустарники или деревья. Обычно они могут иметь один или несколько стволов, кора которых светло-коричневого цвета. Каждый ствол делится на несколько крупных ветвей, растущих сначала вверх, а затем горизонтально. Листья у них неравномерно зубчатые, расположены поочередно, либо по спирали. Цветки собраны в большие конечные метелки. На одном дереве цветки могут быть только либо женские, либо мужские.

## Виды
По информации базы данных The Plant List, род включает 14 видов:
- Brachylaena discolor DC.
- Brachylaena elliptica (Thunb.) Less.
- Brachylaena glabra (L.f.) Druce
- Brachylaena huillensis O.Hoffm.
- Brachylaena ilicifolia (Lam.) E.Phillips & Schweick.
- Brachylaena merana (Baker) O.Hoffm.
- Brachylaena microphylla Humbert
- Brachylaena neriifolia (L.) R.Br.
- Brachylaena perrieri (Drake) Humbert
- Brachylaena ramiflora (DC.) Humbert
- Brachylaena rotundata S.Moore
- Brachylaena stellulifera Humbert
- Brachylaena transvaalensis Hutch. ex E.Phillips & Schweick.
- Brachylaena uniflora Harv.